# Patologia
Patologia (z języka greckiego πάθος „pathos” – cierpienie i -λογία „-logia” – przyrostek tworzący rzeczowniki oznaczające gałęzie nauki) – nauka będąca dziedziną medycyny, zajmująca się badaniem przyczyn, mechanizmów powstawania i rozwoju, a także skutków chorób. W Europie Środkowej wyróżnia się wewnątrz niej patomorfologię (anatomię patologiczną), zajmującą się zmianami morfologicznymi komórek, narządów i tkanek oraz patofizjologię (fizjologię patologiczną), zajmującą się chorobowymi zmianami czynnościowymi; w krajach anglosaskich natomiast anatomię patologiczną (ang. pathology) i patologię kliniczną (ang. clinical pathology).
Patologia rozumiana jako nauka bada etiologię, patogenezę, zmiany morfologiczne i zmiany czynnościowe w przebiegu chorób. W miarę rozwoju tych badań powstały bardziej szczegółowe działy:
- psychopatologia
- neuropatologia
- histopatologia
- immunopatologia
- logopatologia
- osteopatologia
- patologia seksualna
- patofizjologia
- patomorfologia
- patologia zwierząt
  - anatomia patologiczna zwierząt
  - histopatologia zwierząt
  - patofizjologia zwierząt
  - patomorfologia zwierząt
- fitopatologia

## Pochodne znaczenie słowa w języku potocznym
Słowo patologia w języku nauk medycznych i biologicznych oznacza stan chorobowy, a w naukach socjologicznych oznacza zachodzącą nieprawidłowość w zjawiskach społecznych (patologia społeczna). Z tych definicji słowo przeniknęło do języka potocznego, nabierając nowych znaczeń i cech.
Potocznie i pogardliwie patologią określa się miejsca, osoby bądź grupy, charakteryzujące się zjawiskami społecznej patologii i demoralizacji. Patologia jest także pejoratywnym określeniem efektu źle wykonanej pracy, najczęściej technicznej (np. w budownictwie). 
Po utrwaleniu słowa patologia w języku mówionym, wzorem nazewnictwa naukowego, powszechnym stało się dodawanie przedrostka pato- do wyrazów określających ww. ludzi, grupy, miejsca bądź sfery działalności (np. patostreaming, patopraca, patoinfluencer, patocelebryci, patointeligencja, patodeweloperka)